# 朱常渭
永新王朱常渭（16世纪—1626年），字麟岐，明朝永新恭懿王朱载壕孙，永新长子朱翊键庶长子。
万历十一年（1583年），朱载壕去世。万历十三年（1585年），朱翊键未及袭封也去世。万历十六年（1588年），朱常渭袭封。天启六年（1626年），朱常渭去世。十二月，明熹宗按例赐樊山王朱翊𨥌和朱常渭祭葬，遣行人凌義渠、汪桂往二府掌行喪禮。与王妃黄氏合葬于广济县杨门冲。朱常渭的庶长子永新长子朱由橒袭封永新王。朱常渭是否有谥号，待考。